# مسکنه، حمص
مسکنه (به عربی: مسکنة) یک روستا در سوریه است که در حمص واقع شده‌است. مسکنه ۴٬۴۳۰ نفر جمعیت دارد.